# Stenus morio
Stenus morio – gatunek chrząszcza z rodziny kusakowatych i podrodziny myśliczków (Steninae).
Gatunek ten został opisany w 1806 roku przez Johanna Gravenhorsta.
Chrząszcz o gęsto owłosionym ciele długości od 3 do 3,8 mm. Szerokość głowy nie przekracza szerokości nasady pokryw. Głowę cechują ponadto nieckowate wklęśnięcie czoła oraz co najmniej pierwszy człon głaszczków szczękowych ubarwiony żółto. Przedplecze jest znacznie węższe i krótsze od słabo rozszerzonych ku tyłowi pokryw. Odnóża są ubarwione czarno, wyjątkowo jaśniej. Początkowe tergity odwłoka mają po cztery słabo widoczne, krótkie, podłużne listewki po bokach części nasadowych. Krótkie tylne stopy są niewiele dłuższe niż połowa goleni.
Owad holarktyczny, rozprzestrzeniony w Kanadzie, Stanach Zjednoczonych, Europie, Syberii, Gruzji, Uzbekistanie, Mongolii i Chinach. Występuje również w Polsce. Zasiedla torfowiska i obszary bagniste, preferując podłoże szlamowate.